# クラシックTV
『クラシックTV』は、2021年4月1日からNHK教育テレビジョン（NHK Eテレ）で放送されているクラシック音楽番組。

## 概要
クラシック音楽のビギナーに贈る音楽教養エンターテインメント番組。ピアニストの清塚信也と、歌手・モデルの鈴木愛理が、ゲストとともに幅広い音楽の魅力を「クラシック音楽の視点」でひもとく。
2019年8月21日にパイロット版として、オーナー・滝藤賢一、マエストロ・清塚信也、ゲスト・藤井隆にて放送された後、2020年12月17日および12月24日に、出演者を清塚信也、鈴木愛理として再びパイロット版で放送された。
2021年度より、約9年続いたクラシック音楽番組『ららら♪クラシック』のリニューアル番組として木曜日の22:00より30分枠でスタートした。出演者並びに構成は2020年版のものを受け継いでいる。
2022年度より、1時間繰り上がり木曜日の21:00からの放送となる。

## 放送時間
日本標準時 (JST)
- 2022年度 - [5]
  - 本放送：毎週木曜日 21:00 - 21:29
  - 再放送：翌週月曜日 14:00 - 14:29

- 2021年度
  - 本放送：毎週木曜日 22:00 - 22:29
  - 再放送：翌週木曜日 10:00 - 10:29

拡大放送される場合は、翌週の定期再放送枠を使用せず、別の時間帯で再放送する。このとき、定期再放送枠では過去の放送分を再放送する。
また翌週の定期再放送枠が特別編成により再放送できない場合、深夜に編成するか、上記の拡大放送によって空いた翌週以降の定期再放送枠を使用して再放送する。
年間20回程度は過去放送分のアンコール放送（≒再放送）となる。翌週の再放送も行われる。

## 放送リスト

### パイロット版
| 初回放送日     | サブタイトル                               | 主なゲスト                       | 備考 |
| -------------- | ------------------------------------------ | -------------------------------- | --- |
| 2019年8月21日  | （サブタイトルなし）                       | 藤井隆（タレント）               | |
| 2020年12月17日 | ベートーベン・コンプレックス               | 遠藤憲一（俳優）                 | レギュラー枠にて2021年5月27日および2022年9月29日アンコール放送 特番扱いで2021年12月31日19:00から再放送                           |
| 2020年12月24日 | 知っているようで知らない クリスマスの音楽☆ | 木村正裕（クリスマス文化研究家） | レギュラー枠にて2021年7月1日アンコール放送 冬のテレビクラブの一環で2021年12月24日9:00から再放送 2022年12月24日午後9:30から再放送 |

### レギュラー放送
特記なきものは通常時間での放送
★…通常時間以外での再放送

#### 2021年度
|    | 初回放送日   | サブタイトル                                     | 主なゲスト                                                                                        | 備考                                                                                    | アンコール放送日                                                     |
| -- | ------------ | ------------------------------------------------ | ------------------------------------------------------------------------------------------------- | --------------------------------------------------------------------------------------- | -------------------------------------------------------------------- |
| 1  | 2021年4月1日 | 今井翼×フラメンコ                                | 今井翼（俳優）                                                                                    | レギュラー放送初回 再放送：2021年4月4日午後3:00                                         |                                                                      |
| 2  | 4月8日       | 今日はmiletとラフマニノフ!                       | milet（シンガーソングライター）                                                                   | 再放送：2021年04月24(土) 午後03:30 冬のテレビクラブの一環で2021年12月14日9:00から再放送 | 2021年8月26日                                                        |
| 3  | 4月15日      | リトグリが歌う♪合唱1000年の旅                    | Little Glee Monster                                                                               |                                                                                         | ★2021年04月24(土) 03:59 および 2021年9月16日                         |
| 4  | 4月22日      | 宮本亞門とたどる 人生に寄り添う名曲集            | 宮本亞門（演出家）                                                                                |                                                                                         |                                                                      |
| 5  | 4月29日      | みんなが夢中! レ・ミゼラブル                     | 森公美子（女優）、斎藤司（俳優）                                                                  |                                                                                         |                                                                      |
| 6  | 5月6日       | 生誕100年 タンゴの革命家ピアソラ                 | シシド・カフカ（ドラムヴォーカル）                                                                |                                                                                         |                                                                      |
| 7  | 5月13日      | 歌舞伎 meets クラシック!                         | 中村勘九郎（歌舞伎俳優）                                                                          |                                                                                         | 2021年9月30日 2024年3月28日                                          |
| 8  | 5月20日      | 蔦谷好位置と語るストラヴィンスキーの魅力         | 蔦谷好位置（音楽プロデューサー）                                                                  |                                                                                         | 2021年12月9日                                                        |
|    | 5月27日      | (パイロット#2のアンコール)                       |                                                                                                   |                                                                                         |                                                                      |
| 9  | 6月3日       | 天才作曲家たちのキケンな恋愛                     | 松井玲奈（女優）                                                                                  | 2021年7月1日の再放送枠でも放送                                                          | 2022年6月23日                                                        |
| 10 | 6月10日      | クイーンとクラシック〜オペラの香りを添えて〜     | 錦織健（オペラ歌手）、ROLLY（ミュージシャン）                                                     |                                                                                         | ★2021年08月25(水) 午前01:51 2021年11月24(水) 午後09:55(BSプレミアム) |
| 11 | 6月17日      | 再発見! サン・サーンス 真の魅力                  | 牧野由依（声優・歌手）                                                                            |                                                                                         | ★2021年06月19(土) 午後03:00 2022年1月27日                            |
| 12 | 6月24日      | YouTubeと音楽〜インスト最前線〜                  | 川谷絵音（ミュージシャン）、ichika（ギタリスト）、 YouTuberピアニスト5名                          | 22:55までの拡大放送のため 再放送は右記の時間で放送                                      | ★2021年06月27(日) 午後03:00                                          |
|    | 7月1日       | (パイロット#3のアンコール)                       |                                                                                                   |                                                                                         |                                                                      |
| 13 | 7月8日       | ファッション×音楽!                               | ドン小西（ファッションデザイナー）                                                                |                                                                                         |                                                                      |
| 14 | 7月15日      | 今だからショパン                                 | ミッツ・マングローブ（タレント）                                                                  |                                                                                         | 2021年10月14日 2022年10月27日                                        |
| 15 | 7月22日      | 魅惑の即興演奏〜音楽で会話する〜                 | 大友良英（音楽家）、平野公崇（サクソフォン奏者）                                                  |                                                                                         |                                                                      |
|    | 7月29日      | (休止)                                           |                                                                                                   |                                                                                         |                                                                      |
|    | 8月5日       | (休止)                                           |                                                                                                   |                                                                                         |                                                                      |
| 16 | 8月12日      | アニメ音楽界の神様 神前暁と語る劇伴音楽の魅力    | 神前暁（作曲家）                                                                                  | 冬のテレビクラブの一環で2021年12月13日9:00から再放送                                    |                                                                      |
| 17 | 8月19日      | ディズニーのプリンセスと音楽                     | 浅倉大介（音楽プロデューサー）                                                                    | 本放送時の翌週再放送なし                                                                | ★2021年09月04(土) 午後03:45 2021年11月25日 2022年8月11日             |
|    | 8月26日      | (#2のアンコール)                                 |                                                                                                   |                                                                                         |                                                                      |
| 18 | 9月2日       | YouTubeと音楽〜ピアノ蔵出しスペシャル!〜         | YouTuberピアニスト5名                                                                             | 冬のテレビクラブの一環で2021年12月15日9:00から再放送                                    | 2021年10月21日 2022年11月24日                                        |
| 19 | 9月9日       | ジャズに“美と自由”を ビル・エヴァンス            | 江﨑文武（音楽家）                                                                                |                                                                                         | 2021年10月28日 2022年7月28日                                         |
|    | 9月16日      | (#3のアンコール)                                 |                                                                                                   |                                                                                         |                                                                      |
| 20 | 9月23日      | 井上芳雄と知るモーツァルトの世界                 | 井上芳雄（俳優・歌手）                                                                            | 冬のテレビクラブの一環で2021年12月17日9:00から再放送                                    | 2022年9月22日                                                        |
|    | 9月30日      | (#7のアンコール)                                 |                                                                                                   |                                                                                         |                                                                      |
| 21 | 10月7日      | 小曽根真とピアノの魅力                           | 小曽根真（ジャズピアニスト）                                                                      |                                                                                         | 2022年2月24日 2023年3月9日                                           |
|    | 10月14日     | (#14のアンコール)                                |                                                                                                   |                                                                                         |                                                                      |
|    | 10月21日     | (#18のアンコール)                                |                                                                                                   |                                                                                         |                                                                      |
|    | 10月28日     | (#19のアンコール)                                |                                                                                                   |                                                                                         |                                                                      |
| 22 | 11月4日      | 大作曲家はみんな"編曲名人"                       | 宮川彬良（作曲家）                                                                                |                                                                                         |                                                                      |
| 23 | 11月11日     | ブラームス〜交響曲第1番への道〜                  | 尾崎裕哉（シンガーソングライター）                                                                |                                                                                         |                                                                      |
| 24 | 11月18日     | Love BRASS                                       | ARK BRASS（ブラス・アンサンブルユニット）                                                         |                                                                                         | 2022年3月17日                                                        |
|    | 11月25日     | (#17のアンコール)                                |                                                                                                   |                                                                                         |                                                                      |
| 25 | 12月2日      | 特別編 清塚信也 in コンサート                    | （なし）                                                                                          | 11月2日に行われた清塚の公演のダイジェスト                                               | 2022年3月24日                                                        |
|    | 12月9日      | (#8のアンコール)                                 |                                                                                                   |                                                                                         |                                                                      |
| 26 | 12月16日     | ぺこぱの漫才、それは“第9”だった!?                | ぺこぱ（お笑いコンビ）                                                                            |                                                                                         | ★2021年12月31日19:30 2022年5月26日 2022年12月29日                    |
| 27 | 12月23日     | 三浦大知と Rhythm&Dance!                         | 三浦大知（歌手）                                                                                  |                                                                                         | 2022年4月28日                                                        |
| 28 | 12月30日     | ディーヴァたちが歌う Sing! Sing! Sing!           | 島津亜矢（演歌歌手）、田中彩子（ソプラノ歌手）、鈴木瑛美子（歌手）                                |                                                                                         | 2023年12月14日                                                       |
| 29 | 2022年1月6日 | 今田耕司meetsクラシック                          | 今田耕司（タレント）                                                                              |                                                                                         |                                                                      |
| 30 | 1月13日      | 大河ドラマMUSIC!                                 | 宮澤エマ（女優）                                                                                  |                                                                                         |                                                                      |
| 31 | 1月20日      | ビーチ・ボーイズの"ティーンエイジ・シンフォニー" | 鈴木慶一（ムーンライダーズ）、栗山和樹（作曲家）                                                  |                                                                                         | 2024年5月30日                                                        |
|    | 1月27日      | (#11のアンコール)                                |                                                                                                   |                                                                                         |                                                                      |
| 32 | 2月3日       | 京本大我とめぐる音楽の都ウィーン                 | 京本大我（SixTONES）、井上芳雄（俳優・歌手）                                                      |                                                                                         | 2022年5月5日 ★2022年6月5日                                           |
| 33 | 2月10日      | Reiと一緒に ブルース&クラシックギター            | Rei（シンガーソングライター・ギタリスト）                                                         |                                                                                         | 2022年12月15日 2023年9月28日                                         |
| 34 | 2月17日      | 美メロにココロ躍る!チャイコフスキー              | 堀田真由（女優）                                                                                  |                                                                                         |                                                                      |
|    | 2月24日      | (#21のアンコール)                                |                                                                                                   |                                                                                         |                                                                      |
| 35 | 3月3日       | 緑黄色社会とクラシックの、楽しいハナシ。         | 緑黄色社会（ポップ・ロック・バンド）                                                              |                                                                                         | 2023年2月23日                                                        |
| 36 | 3月10日      | 3人のコンサートマスター                          | 篠崎史紀（NHK交響楽団）、石田泰尚（神奈川フィルハーモニー管弦楽団）、長原幸太（読売日本交響楽団） |                                                                                         | 2022年8月18日 2023年12月7日                                          |
|    | 3月17日      | (#24のアンコール)                                |                                                                                                   |                                                                                         |                                                                      |
|    | 3月24日      | (#25のアンコール)                                |                                                                                                   |                                                                                         |                                                                      |
| 37 | 3月31日      | 総集編〜1年間振り返りSPECIAL!〜                  | (なし)                                                                                            |                                                                                         |                                                                      |

#### 2022年度
|    | 初回放送日   | サブタイトル                                            | 主なゲスト | 備考                                                                                 | アンコール放送              |
| -- | ------------ | ------------------------------------------------------- | --- | ------------------------------------------------------------------------------------ | --------------------------- |
| 38 | 2022年4月7日 | クラシックでもっと輝く! 阿佐ヶ谷姉妹                    | 阿佐ヶ谷姉妹（お笑いコンビ）、佐藤隆紀（LE VELVETS）、伊藤恵（ピアニスト）                                                               |                                                                                      |                             |
| 39 | 4月14日      | ゲーム音楽の巨匠 植松伸夫の世界                         | 植松伸夫（作曲家） | 2022年08月21(日)にアンコール放送                                                     | 2023年11月30日              |
| 40 | 4月21日      | The Artist 反田恭平                                     | 反田恭平（ピアニスト） |                                                                                      | 2022年8月25日 2023年7月20日 |
|    | 4月28日      | (#27のアンコール)                                       | |                                                                                      |                             |
|    | 5月5日       | (#32のアンコール)                                       | |                                                                                      |                             |
| 41 | 5月12日      | ヒーローを奮い立たせる音楽〜作曲家 渡辺宙明〜           | 渡辺宙明（作曲家） | 渡辺の追悼企画として2022年6月30日に急遽アンコール放送                                | 2023年3月16日               |
| 42 | 5月19日      | フランツ・リスト〜スーパースターの光と影〜              | 鈴木愛理 解説 菊池亮太（ピアニスト） |                                                                                      | 2024年4月25日               |
|    | 5月26日      | (#26のアンコール)                                       | |                                                                                      |                             |
| 43 | 6月2日       | リヒャルト・ワーグナーの魅力                            | 蔦谷好位置（音楽プロデューサー）、沼尻竜典（指揮者）                                                                                     | 2022年08月21日(日)にアンコール放送                                                   | 2023年5月25日               |
| 44 | 6月9日       | 村上信五 meets クラシック                               | 村上信五（関ジャニ∞） |                                                                                      | 2022年12月1日               |
| 45 | 6月16日      | The Artist 宮田大                                       | 宮田大（チェリスト） | 2022年08月21日(日)にアンコール放送                                                   |                             |
|    | 6月23日      | (#9のアンコール)                                        | |                                                                                      |                             |
|    | 6月30日      | (#41のアンコール)                                       | |                                                                                      |                             |
| 46 | 7月7日       | 安藤美姫とボレロ!                                       | 安藤美姫（プロスケーター・振付師）、植松透（NHK交響楽団）、新田幹男（NHK交響楽団）                                                       | 2022年08月21日(日)にアンコール放送                                                   | 2022年12月22日              |
| 47 | 7月14日      | 今こそ!ミス・サイゴン                                   | 市村正親、高畑充希、小野田龍之介、昆夏美（いずれも俳優）                                                                                 |                                                                                      |                             |
| 48 | 7月21日      | イモトアヤコと音楽の旅                                  | イモトアヤコ（タレント） |                                                                                      | 2023年7月27日               |
|    | 7月28日      | (#19のアンコール[2回目])                                | |                                                                                      |                             |
| 49 | 8月4日       | 竹山さんとバイオリン                                    | カンニング竹山（タレント）、松田理奈（バイオリニスト）                                                                                   | 2022年12月10日(土)にアンコール放送                                                   |                             |
|    | 8月11日      | (#17のアンコール[2回目])                                | |                                                                                      |                             |
|    | 8月18日      | (#36のアンコール)                                       | |                                                                                      |                             |
|    | 8月25日      | (#40のアンコール)                                       | |                                                                                      |                             |
| 50 | 9月1日       | 映画音楽の巨匠 ジョン・ウィリアムズの魅力               | 原田慶太楼（指揮者）、福川伸陽(ホルン奏者)                                                                                               |                                                                                      | 2023年6月29日 2023年11月9日 |
| 51 | 9月8日       | JーPOPアレンジ                                          | 本間昭光（音楽プロデューサー） |                                                                                      | 2024年1月4日                |
| 52 | 9月15日      | バッハの魅力                                            | 鈴木優人(指揮者・鍵盤楽器奏者) |                                                                                      | 2023年1月26日               |
|    | 9月22日      | (#20のアンコール)                                       | |                                                                                      |                             |
|    | 9月29日      | (パイロット#2のアンコール[2回目])                       | |                                                                                      |                             |
| 53 | 10月6日      | ピアニスト グレン・グールドの世界                       | ハリー杉山（タレント） | 翌週の再放送は休止 2022年11月7日の再放送枠にて放送                                   | 2023年4月27日               |
| 54 | 10月13日     | クロード・ドビュッシー                                  | 成海璃子（女優） |                                                                                      |                             |
| 55 | 10月20日     | ビートルズがおもしろがった『クラシック』                | 安田顕（俳優）、吉松隆（作曲家） |                                                                                      |                             |
|    | 10月27日     | (#14のアンコール[2回目])                                | |                                                                                      |                             |
| 56 | 11月3日      | スピンオフ特番「ミュージカルTV」                        | ゲストMC：井上芳雄、咲妃みゆ ゲスト：ケリー・エリス、濱田めぐみ、海宝直人、柿澤勇人（以上ミュージカル俳優）、塩田明弘（指揮者/音楽監督） | 22:00までの1時間放送 再放送：2022年11月12日(土) 午後4:00 2022年12月31日(土) 午後7:00 |                             |
| 57 | 11月10日     | クラシックはリレーだ!                                   | ナイツ（お笑いコンビ） |                                                                                      | 2023年9月21日               |
| 58 | 11月17日     | 鈴木愛理 presents クラシックTVナビ                      | （なし） |                                                                                      |                             |
|    | 11月24日     | (#18のアンコール[2回目])                                | |                                                                                      |                             |
|    | 12月1日      | (#44のアンコール)                                       | |                                                                                      |                             |
| 59 | 12月8日      | LOVEガーシュウィン                                      | 河北麻友子（ファッションモデル/俳優） |                                                                                      | 2023年6月22日               |
|    | 12月15日     | (#33のアンコール)                                       | |                                                                                      |                             |
|    | 12月22日     | (#46のアンコール)                                       | |                                                                                      |                             |
|    | 12月29日     | (#26のアンコール[2回目])                                | |                                                                                      |                             |
| 60 | 2023年1月5日 | 羽生結弦 フィギュアスケートと音楽                       | 羽生結弦（フィギアスケーター） |                                                                                      | 2024年2月8日                |
| 61 | 1月12日      | ミュージカルTV特別編 PART1                              | ゲストMC：井上芳雄、咲妃みゆ ゲスト：ケリー・エリス(いずれもミュージカル俳優）                                                           | 2022年11月3日放送回の分割版 （前編、一部未公開映像含む）                             | 2024年1月25日               |
| 62 | 1月19日      | The Artist 福川伸陽                                     | 福川伸陽（ホルン奏者） |                                                                                      |                             |
|    | 1月26日      | (#52のアンコール)                                       | |                                                                                      |                             |
| 63 | 2月2日       | 石若駿と打楽器の魅力                                    | 石若駿（打楽器奏者） |                                                                                      | 2023年8月17日               |
| 64 | 2月9日       | バーンスタインは問う 君は、音楽が好きか?                | 広上淳一（指揮者）、ヤマザキマリ（漫画家/文筆家/画家）                                                                                   |                                                                                      | 2023年8月10日               |
| 65 | 2月16日      | ミュージカルTV特別編 PART2                              | ゲストMC：井上芳雄、咲妃みゆ ゲスト：濱田めぐみ、海宝直人、柿澤勇人（以上ミュージカル俳優）                                              | 2022年11月3日放送回の分割版 （後編、一部未公開映像含む）                             | 2024年2月1日                |
|    | 2月23日      | (#35のアンコール)                                       | |                                                                                      |                             |
| 66 | 3月2日       | 舞いあがれ!メンデルスゾーン                             | 春香クリスティーン（タレント）、神尾真由子（バイオリン奏者）                                                                             |                                                                                      |                             |
| 67 | 3月8日[水]   | スペシャル 「羽生結弦 フィギュアスケートと音楽 完全版」 | 羽生結弦（フィギアスケーター） | 1月5日放送回に一部未公開映像を加えたリピート放送 午後10:00 ～ 10:52                  | ★2022年3月14日(水) 午後2:30 |
|    | 3月9日       | (#21のアンコール[2回目])                                | |                                                                                      |                             |
|    | 3月16日      | (#41のアンコール[2回目])                                | |                                                                                      |                             |
| 68 | 3月23日      | 総集編 〜1年間振り返りSPECIAL!〜                        | （なし） |                                                                                      | ★2023年4月3日(月) 午前0:45  |
| 69 | 3月30日      | アニメコラボ!『青のオーケストラ』                       | つるの剛士（タレント）、東亮汰（バイオリン奏者）、東京フィルハーモニー交響楽団メンバー                                                   | テレビアニメ『青のオーケストラ』とのコラボレーション回                               | ★2023年04月09(日) 午後4:30  |

#### 2023年度
|     | 初回放送日   | サブタイトル                                      | 主なゲスト | 備考       | アンコール放送 |
| --- | ------------ | ------------------------------------------------- | --- | ---------- | -------------- |
| 70  | 2023年4月6日 | 芦田愛菜と、作曲家の恋のハナシ。                  | 芦田愛菜（女優） |            | 2023年10月26日 |
| 71  | 4月13日      | 葉加瀬太郎のハマる音楽世界                        | 葉加瀬太郎（バイオリン奏者） |            |                |
| 72  | 4月20日      | アンミカさんと!芸術の都 パリ                      | アンミカ（ファッションモデル） |            |                |
|     | 4月27日      | (#53のアンコール)                                 | |            |                |
| 73  | 5月4日       | ベースLOVE!丸山隆平（関ジャニ∞）                  | 丸山隆平（関ジャニ∞）、石川紅奈（ジャズベーシスト・ボーカリスト）、池松宏（コントラバス奏者） |            |                |
| 74  | 5月11日      | 音楽で謎解き!?エドワード・エルガー                | 豊田エリー（俳優・モデル）、成田達輝（バイオリニスト、演奏ゲスト） |            |                |
| 75  | 5月18日      | 坂東玉三郎の愛するクラシック                      | 坂東玉三郎 (5代目)（歌舞伎俳優） |            |                |
|     | 5月25日      | (#43のアンコール)                                 | |            |                |
| 76  | 6月1日       | サバンナ高橋とクラシックはサウナ?                 | 高橋茂雄（お笑い芸人） |            |                |
| 77  | 6月8日       | U字工事meetsドボルザーク                          | U字工事（漫才コンビ）、池田昭子（ＮＨＫ交響楽団オーボエ奏者、演奏ゲスト） |            |                |
| 78  | 6月15日      | 巨匠 テリー・ライリー降臨! 〜変わり続ける音〜     | テリー・ライリー（作曲家・音楽家） |            |                |
|     | 6月22日      | (#59のアンコール)                                 | |            |                |
|     | 6月29日      | (#50のアンコール)                                 | |            |                |
| 79  | 7月6日       | 前園さんと!スランプと闘う作曲家たち               | 前園真聖（スポーツジャーナリスト） |            |                |
| 80  | 7月13日      | ビートルズがおもしろがった『クラシック』          | |            |                |
|     | 7月20日      | (#40のアンコール[2回目])                          | |            |                |
|     | 7月27日      | (#48のアンコール)                                 | |            |                |
| 81  | 8月3日       | クラシックの恩人!ハイドン                         | ウエンツ瑛士（俳優･タレント）、鈴木優人 （指揮者）、バッハ･コレギウム･ジャパン |            |                |
|     | 8月10日      | (#64のアンコール)                                 | |            |                |
|     | 8月17日      | (#63のアンコール)                                 | |            |                |
| 82  | 8月24日      | 鈴木愛理presents『青のオーケストラ』コラボ第2弾   | - |            |                |
| 83  | 8月31日      | 後藤輝基meetsギターのカリスマ・カニサレス         | 後藤輝基（お笑い芸人）、フアン・マヌエル・カニサレス （フラメンコギタリスト） |            |                |
| 84  | 9月7日       | 今日はmiletとオーケストラ!                        | Milet（シンガー・ソングライター） |            |                |
| 85  | 9月14日      | 映画音楽の巨匠 エンニオ・モリコーネ               | 坂口涼太郎（俳優）、富貴晴美（作曲家）、吉井瑞穂（オーボエ奏者。演奏ゲスト） |            |                |
|     | 9月21日      | (#57のアンコール)                                 | |            |                |
|     | 9月28日      | (#33のアンコール[2回目])                          | |            |                |
| 86  | 10月5日      | LOVEオペラ                                        | 錦織健（オペラ歌手）、加藤諒（俳優） |            |                |
| 87  | 10月12日     | プロフェッショナルたちの基礎練習帳                | 大橋和也（なにわ男子）、 （以下、解説ゲスト）齋藤友香理（指揮者）、篠崎史門（ティンパニ・打楽器）、長谷川智之（トランペット）、笛田博昭（テノール）、松田理奈（バイオリン）、吉野亜希菜（クラリネット） |            |                |
| 88  | 10月19日     | 音楽と言葉のマリアージュ                          | 又吉直樹（お笑い芸人・作家） |            |                |
|     | 10月26日     | (#70のアンコール)                                 | |            |                |
| 89  | 11月2日      | 白熱討論?!ジャンルとは何か?                       | 浜野謙太（ミュージシャン・俳優）、江﨑文武（音楽家） |            |                |
|     | 11月9日      | (#50のアンコール[2回目])                          | |            |                |
| 90  | 11月16日     | The Artist 多久潤一朗                             | 多久潤一朗（フルート奏者） |            |                |
| 91  | 11月23日     | 熱狂!ヴィルトゥオーゾの世界                       | 中川晃教（シンガー・ソングライター、俳優）、神尾真由子（バイオリニスト）、阪田知樹（ピアニスト） |            |                |
|     | 11月30日     | (#39のアンコール)                                 | |            |                |
|     | 12月7日      | (#36のアンコール[2回目])                          | |            |                |
|     | 12月14日     | (#28のアンコール)                                 | |            |                |
| 92  | 12月21日     | ROLANDもうなる!?魅惑のヨハン・シュトラウス!       | ROLAND（タレント）、 |            |                |
| 93  | 12月28日     | スペシャル 公開収録「パワー・オブ・オーケストラ」 | 稲垣吾郎（俳優）、円光寺雅彦（指揮者）、東京フィルハーモニー交響楽団 |            |                |
|     | 2024年1月4日 | (#51のアンコール)                                 | |            |                |
| 94  | 1月11日      | アニキ降臨!西川貴教×クラシック                    | 西川貴教（歌手）、三ツ橋敬子（指揮者）、筋肉紳士集団ALLOUT（パフォーマー）、びわ湖声楽アンサンブル（合唱）                                                                                              |            |                |
| 95  | 1月18日      | YOUさんと癒やしのフレンチ・ミュージック フォーレ  | YOU（タレント）、盛田麻央（ソプラノ歌手） |            |                |
|     | 1月25日      | (#61のアンコール)                                 | |            |                |
|     | 2月1日       | (#65のアンコール)                                 | |            |                |
|     | 2月8日       | (#60のアンコール)                                 | |            |                |
| 96  | 2月15日      | はばたけ!若き音楽家たちにエール!                  | 泉優志（チェリスト）、鈴木愛美（ピアニスト）、中村僚太（バイオリニスト） |            |                |
| 97  | 2月22日      | 朝ドラで話題!ブギウギと作曲家・服部良一           | 伊原六花（俳優） |            |                |
| 98  | 2月29日      | シューベルト〜愛されキャラの歌曲王                | 田代万里生、大沼徹 |            |                |
| 99  | 3月7日       | ヘルベルト・フォン・カラヤン〜その音楽と素顔      | 南野陽子（俳優） |            |                |
| 100 | 3月14日      | ギュギュっと!大作曲家スペシャル Part1             | | 再放送なし |                |
| 101 | 3月21日      | ギュギュっと!大作曲家スペシャル Part2             | | 再放送なし |                |
|     | 3月28日      | (#7のアンコール[2回目])                           | |            |                |

#### 2024年度
|     | 初回放送日   | サブタイトル                                    | 主なゲスト     | 備考                                                                     | アンコール放送 |
| --- | ------------ | ----------------------------------------------- | -------------- | ------------------------------------------------------------------------ | -------------- |
| 102 | 2024年4月4日 | つんく♂×音楽                                    |                |                                                                          | 2025年1月23日  |
| 103 | 4月11日      | 武井壮と！クラシック破天荒列伝                  |                |                                                                          |                |
| 104 | 4月18日      | 公開収録「吾郎さんとオーケストラ」編            |                |                                                                          |                |
|     | 4月25日      | (#42のアンコール)                               |                |                                                                          |                |
| 105 | 5月2日       | ヒコロヒーと迫る！大作曲家の“ひらめき”          |                |                                                                          |                |
| 106 | 5月9日       | 甲斐翔真と２９分で“マーラー”ソン                |                |                                                                          |                |
| 107 | 5月16日      | ブロードウェイのスター★マシュー・モリソン       |                |                                                                          |                |
| 108 | 5月23日      | 公開収録「珠玉の名曲」編                        |                |                                                                          |                |
|     | 5月30日      | (#31のアンコール)                               |                |                                                                          |                |
| 109 | 6月6日       | ベートーベン ザ・ビギニング!                    | 松山ケンイチ   |                                                                          |                |
| 110 | 6月13日      | まるで昼ドラ!?メガヒット作曲家プッチーニに迫る! | 高橋真麻       |                                                                          |                |
| 111 | 6月20日      | 公開収録「素顔のオーケストラ」編                |                |                                                                          |                |
|     | 6月27日      |                                                 |                |                                                                          |                |
| 112 | 7月4日       | スキマスイッチ×クラシック                       | スキマスイッチ | スキマスイッチと清塚で、スキマスイッチの楽曲「ボクノート」をコラボ演奏。 |                |